# Elmar Frings
Elmar Frings (Neuss, 26 marzo 1939 – Neuss, 29 luglio 2002) è stato un pentatleta tedesco.

## Palmarès
In carriera ha conseguito i seguenti risultati:
per la  Germania Ovest:
- Mondiali:

Budapest 1969: bronzo nel pentathlon moderno a squadre.
Warendorf 1970: bronzo nel pentathlon moderno a squadre.